# Kudjak Island
Kudjak Island – niezamieszkana wyspa w zatoce Cumberland, w regionie Qikiqtaaluk, na terytorium Nunavut, w Kanadzie.
W pobliżu Kudjak Island położone są wyspy: Nuvujen Island, Ekallulik Island, Aupaluktut Island, Ivisa Island, Opingivik Island, Shakshukuk Island, Shakshukowshee Island i Maktaktujanak Island.